# Kamm-Spaltzahnmoos

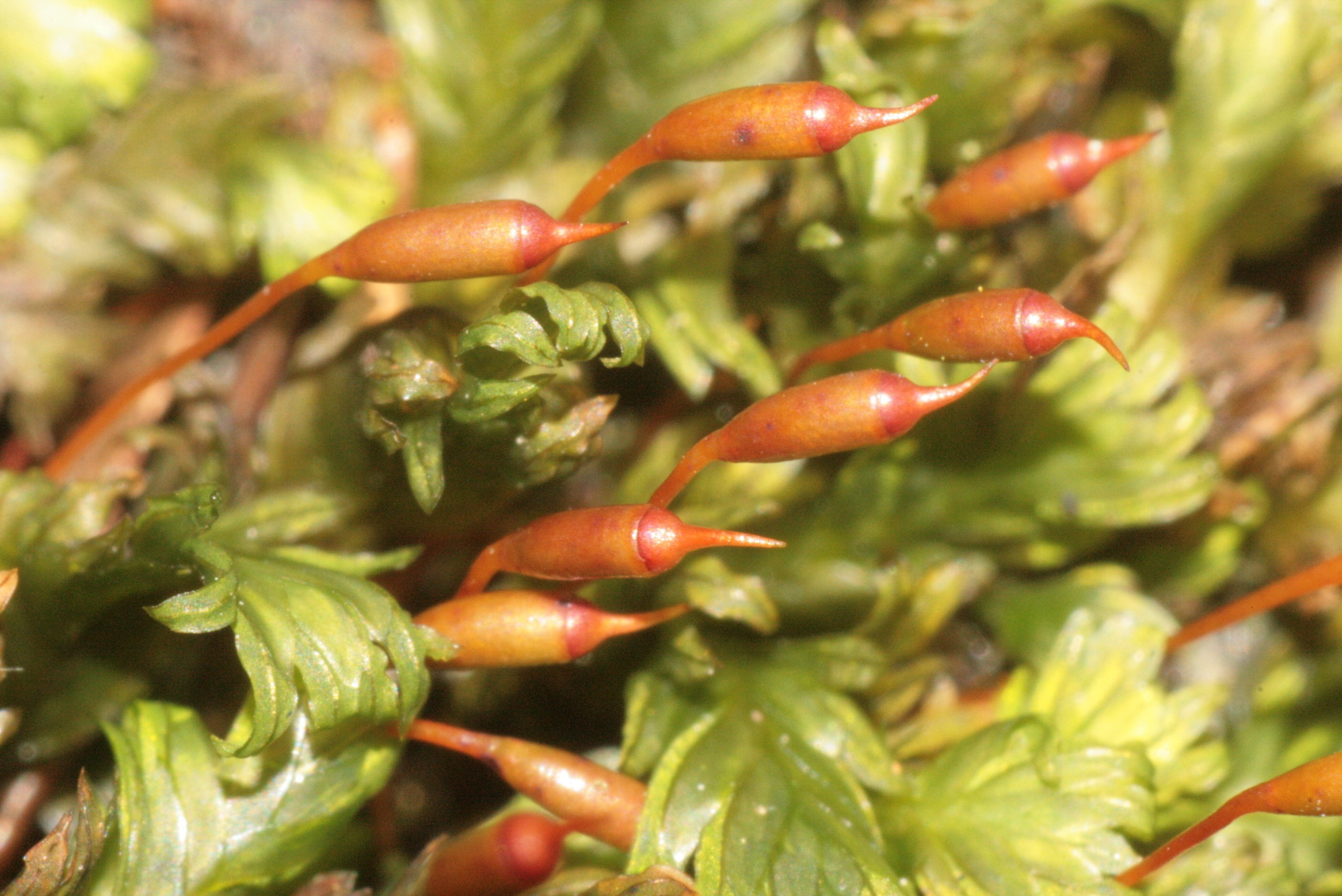
Sporenkapseln

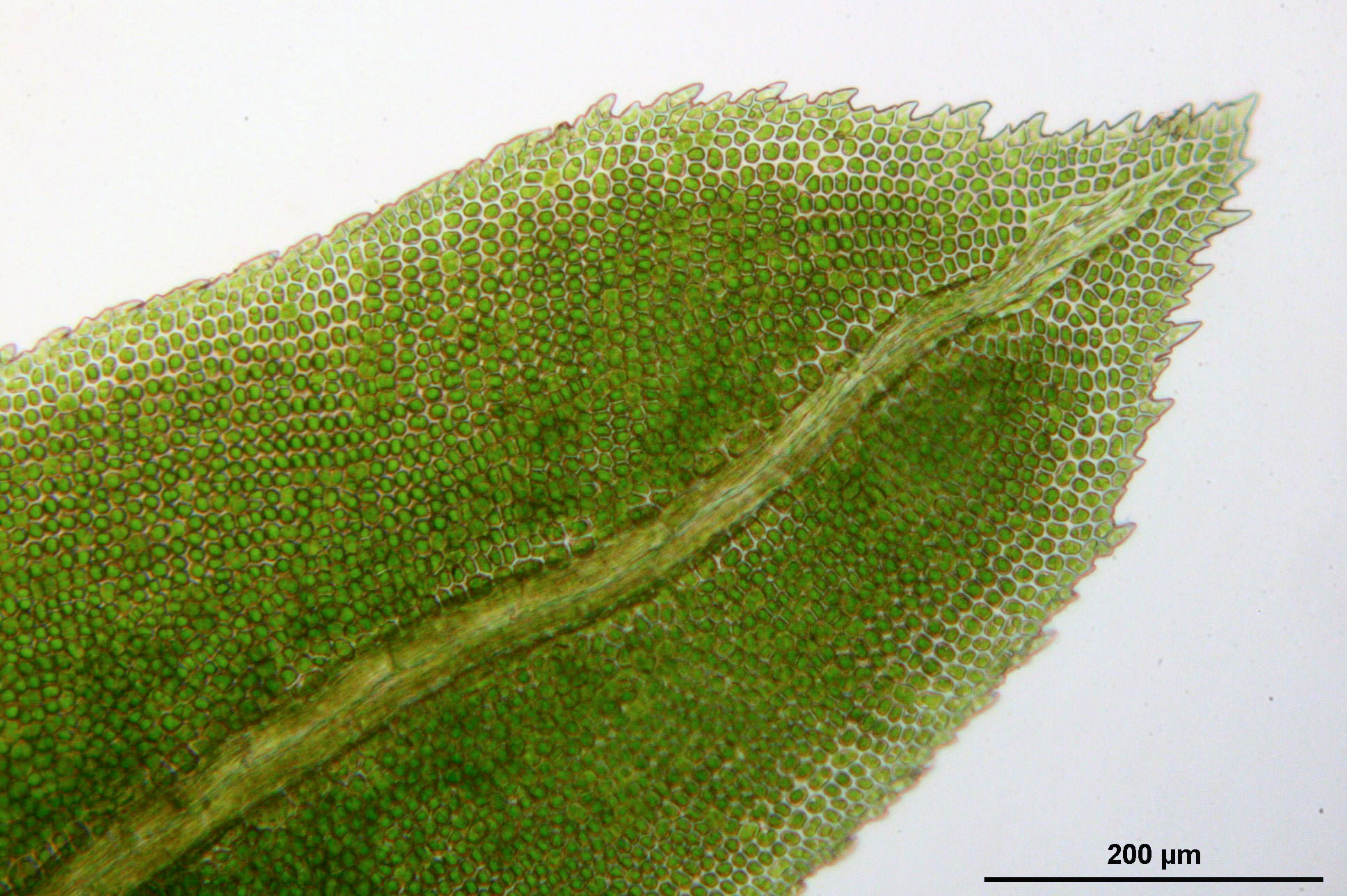
Blattspitze

Das Kamm-Spaltzahnmoos (Fissidens dubius, Syn.: Fissidens cristatus Wilson ex Mitt.) ist eine Laubmoos-Art aus der Familie Fissidentaceae.

## Merkmale
Fissidens dubius wächst in dichten grünen oder gelb- bis bräunlichgrünen Rasen. Die wenig verzweigten Sprosse sind etwa 2 bis 5 Zentimeter hoch und mit vielen Blattpaaren streng zweizeilig und dicht beblättert. Die zungenförmigen bis breit lanzettlichen Blätter sind fast überall gleich breit und kurz in die scharfe Spitze verschmälert. Im oberen Teil sind sie an den Rändern unregelmäßig gesägt. Der obere Blattspreitenteil ist meist kürzer als der Scheidenteil. Die Blattrippe reicht bis in die Blattspitze. 
Die gewöhnlich einschichtig, stellenweise auch zweischichtig angeordneten Laminazellen sind etwas undurchsichtig, rundlich bis abgerundet eckig und etwa 7 bis 12 µm groß. An den Blatträndern sind die Zellen in 3 bis 4 Reihen deutlich heller und dickwandiger. 
Die rötliche, etwa 1 Zentimeter lange Seta entspringt im mittleren oder unteren Teil der Sprosse und trägt die schwach gekrümmte, geneigte bis waagrechte Sporenkapsel. Der Kapseldeckel ist etwas schief und lang geschnäbelt. Sporenreife ist von Spätherbst bis Frühjahr.

## Vorkommen
Das Moos wächst vor allem auf meist kalkhaltigen, schattigen bis lichtreichen und feuchten bis trockenen Felsstandorten. Weiters auf meist kalkhaltiger Erde und Löß, auch auf Gemäuer.
Vorkommen gibt es in Europa, Asien, Nordafrika, auf den Azoren, Kanarischen Inseln und Madeira sowie in Nord- und Mittelamerika. In Mitteleuropa ist es vor allem in den Mittelgebirgen und im Alpenraum verbreitet, sonst seltener.